# Felipe Naranjo y Garza
Felipe Naranjo y Garza   (Almadén, 1809 - Madrid, 6 de maig de 1877) va ser un enginyer de mines, mineralogista, acadèmic i polític espanyol.

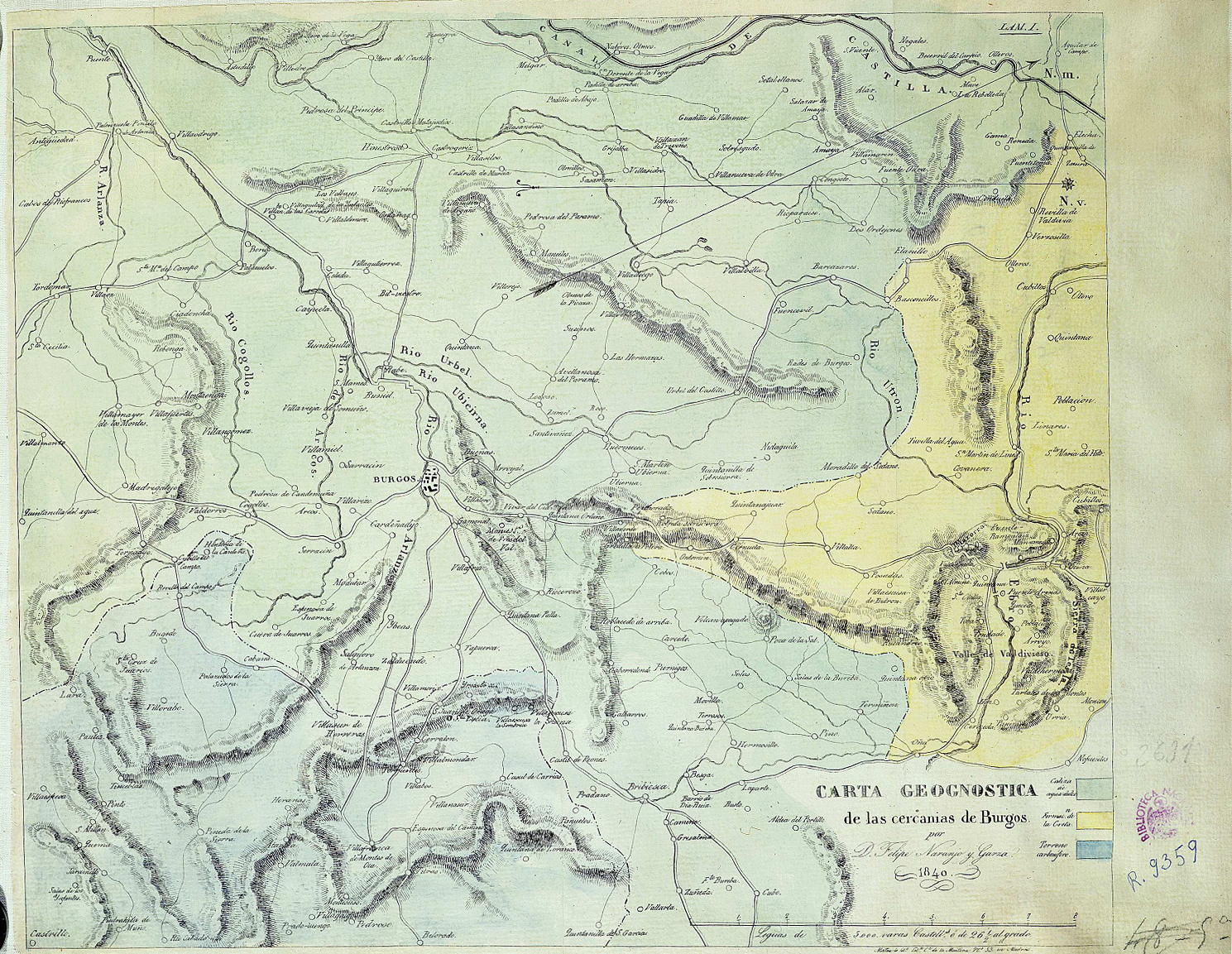
Carta geognóstica de las cercanías de Burgos.

Va ser professor a l'Escola Especial d'Enginyers de Mines on seria catedràtic de Mineralogia entre 1849 i 1860. També va ser membre de nombre de la Reial Acadèmia de Ciències Exactes, Físiques i Naturals, amb la medalla 33, en substitució de Donato García Negueruelas; escollit en 1856, va prendre possessió un any més tard, després de la seva defunció va ser rellevat en el lloc per Federico de Botella y de Hornos. Va ser autor de Manual de mineralogía general, industrial y agrícola (1862), una descripció geològica de la província de Burgos i la seva respectiva Carta geognóstica de las cercanías de Burgos, i d'estudis sobre la plata de les mines de Hiendelaencina, entre altres treballs. En el pla polític va ser diputat per Burgos entre 1866 i 1868..